# ReWorked
ReWorked è un album in studio del cantante statunitense RuPaul, pubblicato nel 2006.

## Descrizione
L'album, pubblicato dall'etichetta discografica RuCo Inc. in formato CD e download digitale, contiene remix di brani tratti dai suoi precedenti album.

## Tracce
1. Supermodel 2006 (El Lay Toya Jam) – 3:57
2. Give It One More Try (Redtop's Club Vocal Mix) – 7:16
3. Just a Little In & Out (T-Girlz Crunk Mix) – 2:55
4. The Lonely (Giuseppe D's Solitude Mix) – 4:58
5. Free to Be 2006 (OrangeFuZzZ Emancipation Radio Mix) – 3:33
6. People Are People (Giuseppe D's Rutroactive Mixshow) – 7:17
7. Coming Out of Hiding (Spectrum/Odyssey Mix) – 3:33
8. Hollywood U.S.A. (Pigeon Forge Vocal) – 3:01
9. Looking Good, Feeling Gorgeous (Gomi Ultimix) – 6:41
10. Workout (Junior Vasquez Ultimix) – 5:51
11. My Love Sees No Color (Matheos Dancin' Belly Mix) – 4:25
12. The Price of One (Craig C. RuVisited) – 6:36
13. Are You Man Enough? (Joe Carrano Big Room) – 5:38
14. Coming Out of Hiding (Trance Gender Mix) – 3:08
15. Supermodel 2006 (Craig C. Encino Edit) – 3:55

Durata totale: 72:44